# Rhaphidostichum gracile
Rhaphidostichum gracile är en bladmossart som beskrevs av Hugh Neville Dixon 1933. Rhaphidostichum gracile ingår i släktet Rhaphidostichum och familjen Sematophyllaceae. Inga underarter finns listade i Catalogue of Life.